# NPL语言
NPL（New Programming Language：新编程语言），是具有模式匹配和集合推导式的简单的纯函数式编程语言，在1973年至1975年，由爱丁堡大学的Rod Burstall和John Darlington，在关于程序变换的工作中设计，并于1977年用POP-2实现。

## 特征
Rod Burstall在关于结构归纳法的一篇重要的早期论文中，向ISWIM扩展了仍用词语来定义的代数类型定义，和用来分析数据结构的case表达式。John Darlington的NPL，将case表达式替代为在代数类型包括自然数上的多等式函数定义，例如：
```
fib (0) <= 1
fib (1) <= 1
fib (n+2) <= fib (n+1) + fib (n)

```

John Darlington的想法来自Kleene的递归方程。
NPL语言允许特定集合和逻辑构造符出现在定义的右手侧，比如：
```
setofeven(X) <= <:x: x in X & even(x) :>

```

NPL解释器从左至右对这个列表生成器进行求值，所以条件可以提及任何出现在其左侧的约束（bound）变量。这叫做集合推导式。NPL最终演化为Hope但丢弃了集合推导式，它以列表推导式的形式重现出来在后来的函数式编程语言中。

## 引用
1. ↑  David Turner.  (PDF).   [2020-04-25]. （原始内容存档 (PDF)于2020-04-15）.
2. ↑  R.M. Burstall, J. Darlington. . Journal of the Association for Computing Machinery: 24(1):44–67. 1977  [2021-09-06]. （原始内容存档于2020-01-28）.
3. ↑  John Darlington.  (报告). Dept. of Computing and Control, Imperial College of Science and Technology, London. 1977.
4. ↑  R.M. Burstall.  (PDF). 1968  [2021-09-07]. （原始内容 (PDF)存档于2022-01-28）.

本條目部分或全部内容出自以GFDL授權發佈的《自由線上電腦詞典》（FOLDOC）。